# Ивано-Шныревская волость
Ивано-Шныревская волость — волость в составе Звенигородского уезда Московской губернии. Существовала до 1929 года. Центром волости был город Звенигород.
Ивано-Шныревская волость была образована 15 апреля 1921 года. Названа в память о советском партийном деятеле Иване Алексеевиче Шныреве. В состав волости вошли следующие селения:
- из Аксиньинской волости: Введенское, Игнатьево, Кезьмино, Клопово, Кобяково, Марьино, Сальково, Скортово, Супонево, Тимохово
- из Лучинской волости: Ершово, Ивашково, Насоново, Наташино, Сватово, Скоково, Сосуниха, Сурмино, Фуниково
- из Шараповской волости: Алеухово
- из Ягунинской волости: Дютьково, Ново-Александровское, Саввинская слобода, Шихово.

В 1921 году волость делилась на 14 сельсоветов: Введенский, Дютьковский, Ершовский, Игнатьевский, Кобяковский, Кезьминский, Марьинский, Саввинский, Скоковский, Сосунихинский, Супоневский, Сурьминский, Фуньковский и Шиховский. В том же году Сосунихинский с/с был переименован в Насоновский.
19 декабря 1922 года к Ивано-Шныревской волости были присоединены селения:
- из Аксиньинской волости: Аксиньино, Грибаново, Дмитровское, Дубцы, Дунино, Ивановка, Иславское, Козино, Ларюшино, Липки, Маслово, Палицы, Синьково, Тимошино, Уборы, Хлюпино, Чигасово, Чёрная Грязь
- из Шараповской волости: Белозерово, Богачево, Брехово, Мартьяново, Пестово, Покровское, Раево, Тарасково, Ястребки
- из Ягунинской волости: Луцино.

В 1922 году были образованы Наташинский, Скортовский и Сальковский с/с. Упразднён Фуньковский с/с. Насоновский с/с переименован в Ивашковский.
В 1923 году были образованы Аксиньинский, Богачевский, Грибановский, Дмитровский, Дубцовский, Иславский, Козинский, Палицкий, Тимошкинский, Фуньковский, Чигасовский и Шараповский с/с. Упразднены Дютьковский, Марьинский, Сальковский, Скоковский, Скортовский и Сурьминский с/с.
В 1924 году были упразднены Аксиньинский, Грибановский, Кобяковский, Супоневский, Тимошкинский, Фуньковский и Чигасовский с/с. Шиховский с/с был переименован в Луцинский.
7 апреля 1924 года из Ивано-Шныревской волости в Павловскую волость Воскресенского уезда были переданы селения Грибаново, Дмитровское и Тимошкино.
13 октября 1925 года были образованы Аксиньинский, Белозеровский, Ивановский, Кобяковский, Марьинский, Наташинский, Ново-Александровский, Покровский, Супоневский, Сурьминский, Уборский, Хлюпинский и Шиховский с/с.
В 1926 году были упразднены Белозеровский, Луцинский, Палицкий, Покровский, Сурьминский и Хлюпинский с/с.
В 1927 году были образованы Бреховский, Белозеровский, Грязевский, Луцинский, Палицкий, Скоковский, Супоневский, Сурьминский, Сальковский и Хлюпинский с/с.
В ходе реформы административно-территориального деления СССР в 1929 году Ивано-Шныревская волость была упразднена.